# Viola hastata
Viola hastata Michx. – gatunek roślin z rodziny fiołkowatych (Violaceae). Występuje endemicznie w Stanach Zjednoczonych – w Alabamie, Georgii, Kentucky, Marylandzie, stanie Nowy Jork, Północnej Karolinie, Ohio, Pensylwanii, Południowej Karolinie, Tennessee, Wirginii oraz Wirginii Zachodniej. W całym swym zasięgu jest gatunkiem najmniejszej troski, ale regionalnie – w Wirginii Zachodniej – jest bliski zagrożeniu. Nazwa gatunkowa „hastata” pochodzi z języka łacińskiego i oznacza „w kształcie włóczni”, odnosząc się do liści. 

## Morfologia

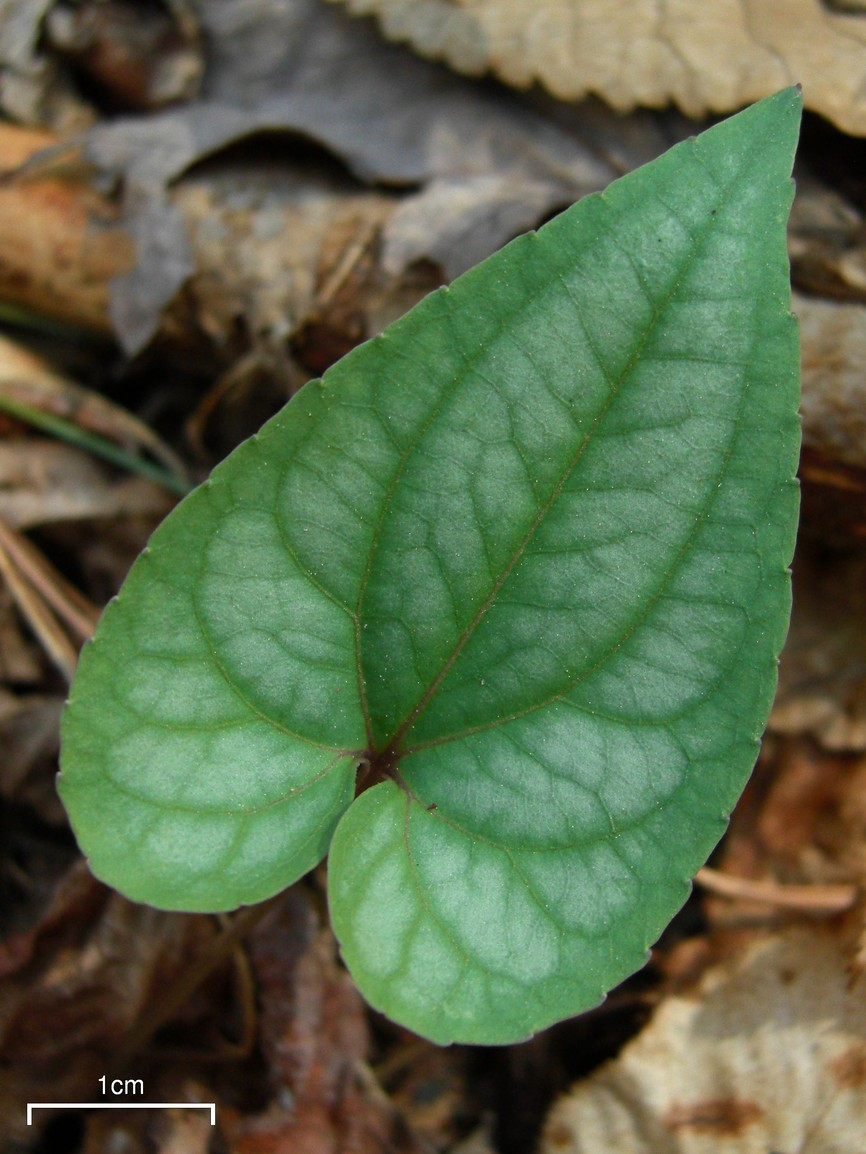
Liść

PokrójBylina dorastająca do 5–30 cm wysokości, tworzy kłącza.
LiścieBlaszka liściowa jest zielone ze srebrzystym nakrapianym wzorem, ma oszczepowaty kształt. Mierzy 2–10 cm długości oraz 1,1–4,5 cm szerokości, jest karbowana lub piłkowana na brzegu, ma sercowatą lub oszczepowatą nasadę i ostry wierzchołek. Ogonek liściowy jest nagi i ma 1–11,5 cm długości. Przylistki są od owalnych do lancetowatych.
KwiatyPojedyncze, wyrastające z kątów pędów. Mają działki kielicha o owalnym lub lancetowatym kształcie. Płatki są odwrotnie jajowate, mają białą barwę oraz 5–10 mm długości, dolny płatek jest owalny, mierzy 9-12 mm długości, z purpurowymi żyłkami, posiada obłą ostrogę o długości 2 mm.
OwoceTorebki mierzące 6-8 mm długości, o elipsoidalnym lub jajowatym kształcie.

## Biologia i ekologia
Rośnie w lasach mieszanych lub lasach liściastych. Występuje na wysokości do 2000 m n.p.m. Preferuje stanowiska na kwaśnych glebach bogatych w próchnicę, w częściowo zacienionych miejscach. W zaleznosci od siedliska kwitnie od kwietnia do maja lub od lutego do maja. 